# Superzoom-Kamera

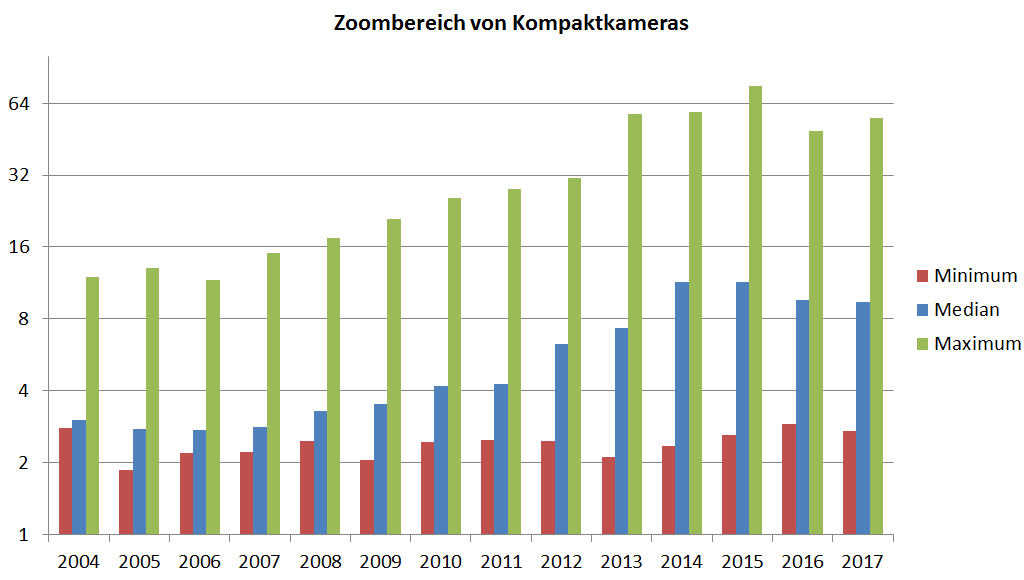
Der Zoombereich von Digitalkameras mit fest eingebautem Zoomobjektiv zwischen 2004 und 2017.

Als Superzoom-Kamera, Monsterzoom-Kamera oder All-In-One-Kamera bezeichnet man einen Fotoapparat, der mit einem sogenannten Superzoomobjektiv ausgestattet ist. In der Regel handelt es sich dabei um Kompakt- bzw. Sucherkameras für das Prosumer- und Consumer-Segment. Superzoom-Kameras werden am häufigsten in der nichtprofessionellen Reise- und Naturfotografie eingesetzt, denn diese Kameras gelten als guter Kompromiss aus Brennweitenbereich und Gewicht.
Typische Superzoom-Kameras verfügten 2010 über einen 8x- bis 26x-fachen Brennweitenbereich von etwa 35 bis 400 mm beim Kleinbildformat. Häufig kann der Brennweitenbereich zusätzlich noch durch Weitwinkel- und Telekonverter vergrößert werden. Die im Jahr 2015 angekündigte Nikon Coolpix P900 mit 83-fachem Zoom hat sogar Diskussionen über die Wahrung der Privatsphäre und Stalking ausgelöst. 2018 erschien der Nachfolger P1000 mit 125-fachem Zoom, unter anderem mit einem eigenen Modus zur Fotografie des Mondes. Das Gerät wiegt einsatzbereit 1415 g. Bei diesen Kameras beträgt die Bildsensordiagonale lediglich 1/2,3 Zoll, die im Consumer-Segment übliche Größe. Es sind im Prosumer-Bereich auch Superzoom-Bridge-Kameras mit 1-Zoll-Sensor verfügbar. Kameras mit dieser Sensorgröße haben bis zu 25-fachem Zoom (Canon Powershot G3 X, Sony Cyber-shot DSC-RX10 III und IV) und können rund ein Kilogramm wiegen.
Um im extremen Telebereich noch ohne Stativ zu scharfen Bildern zu gelangen, sind die Kameras häufig mit elektronischen oder mechanischen Bildstabilisierungssystemen ausgestattet. Solche Systeme ermöglichen bei einer Belichtungszeit von 1/200 Sekunde noch scharfe Aufnahmen mit 400 bis 500 mm Brennweite.

## Produkte
- Canon (z. B. PowerShot G3)
- Fuji (S5600, S6500fd, S9600 …)
- Kodak (P850, Z740, PixPro AZ521 mit 52-fachem optischen Zoom …)
- Konica Minolta Dimage-Modellreihe Z1, Z2 und Z3 mit 10-fachem Zoomobjektiv und 38-380 mm Brennweite.
- Kyocera (z. B. Finecam M410R)
- Leica (z. B. Leica V-Lux 1)
- Nikon (z. B. Coolpix-P-Reihe, die Coolpix P1000 ist mit 125-fachem Zoom und einem Brennweitenbereich von 24 bis 3000 mm die 2018 leistungsfähigste Superzoomkamera)
- Olympus (z. B. C-750 Ultra Zoom, C-2100 Ultra Zoom, SP-560 Ultra Zoom)
- Panasonic (z. B. DMC-TZ7, DMC-FZ1/2/3/4/5/7/8/10/20/30/50/alle 12-faches optisches Zoom, DMC-FZ72  mit 60-fachem optischen Zoom)
- Sony (z. B. Cyber-shot DSC-HX100 mit 30-fachem optischem Zoom oder DSC-HX400V mit 50-fachem optischem Zoom)